# Geodet i allmänna relativitetsteorin
I allmän relativitetsteori generaliserar en geodet eller geodetisk linje konceptet av den euklidiska räta linjen till krökt rumtid. Fria partiklar som bara påverkas av gravitationen rör sig alltid längs en geodet. Detta motsvarar postulatet i Newtons teori att fria partiklar följer räta linjer med likformig hastighet.
I den allmänna relativitetsteorin betraktas gravitationen som en konsekvens av krökningen hos rumtiden istället för en kraft. Deformationen av rumtiden bestäms av stressenergitensorn, som representerar materia och energi. Exempelvis motsvarar en planets omloppsbana runt en stjärna projektionen i tre dimensioner av en geodet i den krökta rumtiden.